# Otitesella compressiventris
Otitesella compressiventris är en stekelart som först beskrevs av Girault 1915.  Otitesella compressiventris ingår i släktet Otitesella och familjen fikonsteklar. Inga underarter finns listade i Catalogue of Life.